# Pużajkowe
Pużajkowe (ukr. Пужайкове) – wieś na Ukrainie w rejonie podolskim obwodu odeskiego.